# Trofeo Melinda 2008
La Trofeo Melinda 2008, diciassettesima edizione della corsa e valida come evento dell'UCI Europe Tour 2008 categoria 1.1, si svolse il 23 agosto 2008 su un percorso di 194 km. Fu vinta dall'italiano Leonardo Bertagnolli che terminò la gara in 4h55'17", alla media di 39,42 km/h.
Partenza con 122 ciclisti, dei quali 34 portarono a termine il percorso.

## Ordine d'arrivo (Top 10)
| Pos. | Corridore            | Squadra       | Tempo    |
| ---- | -------------------- | ------------- | -------- |
| 1    | Leonardo Bertagnolli | Liquigas      | 4h55'17" |
| 2    | Stefano Garzelli     | Acqua & Sap.  | s.t.     |
| 3    | Mauro Finetto        | CSF Group     | s.t.     |
| 4    | Cristiano Fumagalli  | Cer. Flaminia | s.t.     |
| 5    | Massimo Giunti       | Miche         | s.t.     |
| 6    | Santo Anzà           | Diquigiovanni | s.t.     |
| 7    | Thomas Löfkvist      | Columbia      | s.t.     |
| 8    | Francesco Reda       | NGC Medical   | s.t.     |
| 9    | Daniele Pietropolli  | LPR Brakes    | a 8"     |
| 10   | Romas Sinicinas      | Cinelli-OPD   | a 15"    |